# International Monohull Open Class Association
Cet article concerne l'association IMOCA. Pour les voiliers de 60 pieds, voir 60 pieds IMOCA.

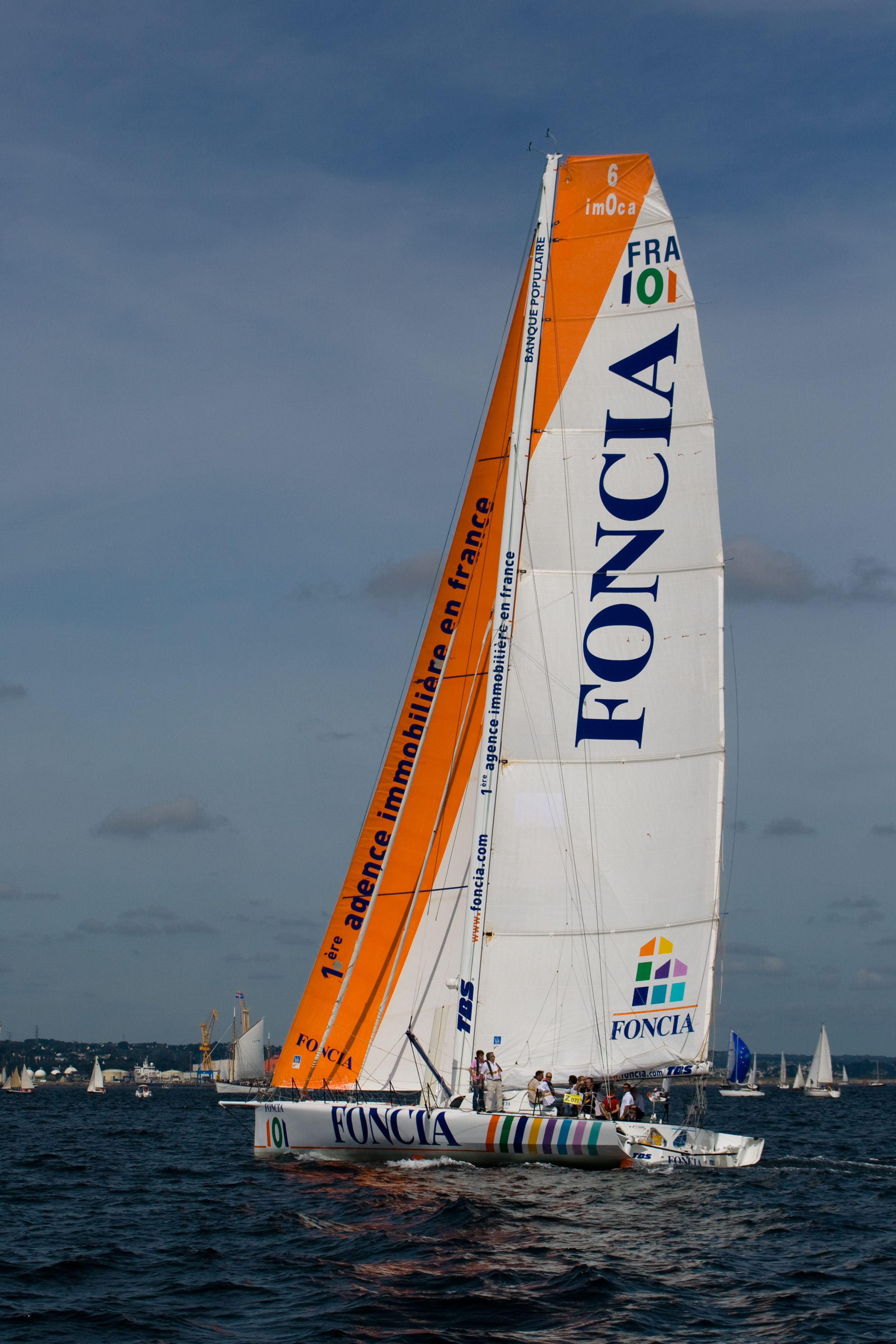
Monocoque de la classe Open 60.

L’International Monohull Open Class Association ou IMOCA est une association fondée en 1991 et membre reconnu de l’ISAF (International Sailing Federation) depuis 1998. Elle gère la classe de monocoques de 60 pieds open. Ces voiliers sont principalement destinés aux courses océaniques en solitaire ou en double, comme la Route du Rhum et le Vendée Globe et sont considérés comme étant parmi les plus rapides du monde.

## Origine
L'association IMOCA est née après le premier Vendée Globe avec le désir d'établir des règles de jauge pour les monocoques de 60 pieds. Ses membres fondateurs sont Isabelle Autissier, Christophe Auguin, Alain Gautier et Jean-Luc Van Den Heede. Cette association regroupe des coureurs, des organisateurs et des architectes concernés par la classe de voiliers de course au large. À l'origine, son but était de concevoir un voilier capable d'affronter un tour du monde sans escale piloté par un seul marin.
Cette association gère la classe Open 60' reconnue classe internationale par World Sailing  (anciennement ISAF) en 1998, et participe aux règles des courses qui autorisent cette classe, comme le Vendée Globe, la Calais Round Britain Race, The Transat, la Route du Rhum, la Transat Jacques-Vabre, la Transat B to B, Barcelona World Race et la Fastnet.
Le président du conseil d'administration 2016 de l'IMOCA est Jean Kerhoas. Ce CA comprend entre autres membres Jean Le Cam, Vincent Riou, Armel Le Cléac'h, Jérémie Beyou, Marc Guillemot et le Britannique Alex Thomson.
Lors de l'assemblée générale du 26 avril 2017, le mandat de Jean Kerhoas n'est pas renouvelé. Il est remplacé par Antoine Mermod, Team Manager de l'équipe No Way Back (dont le bateau était skippé par Pieter Heerema lors du Vendée Globe 2016). Vincent Riou, Jean Le Cam et Luc Talbourdet, qui ont travaillé aux côtés de Jean Kerhoas durant 3 ans, souhaitent se retirer du conseil d'administration et les skippers Conrad Colman, Tanguy De Lamotte et Paul Meilhat sont élus, conduisant ainsi le conseil d'administration à être à la fois plus jeune et plus international. Alex Thomson, administrateur depuis 2009, est quant à lui réélu.

### Jauge

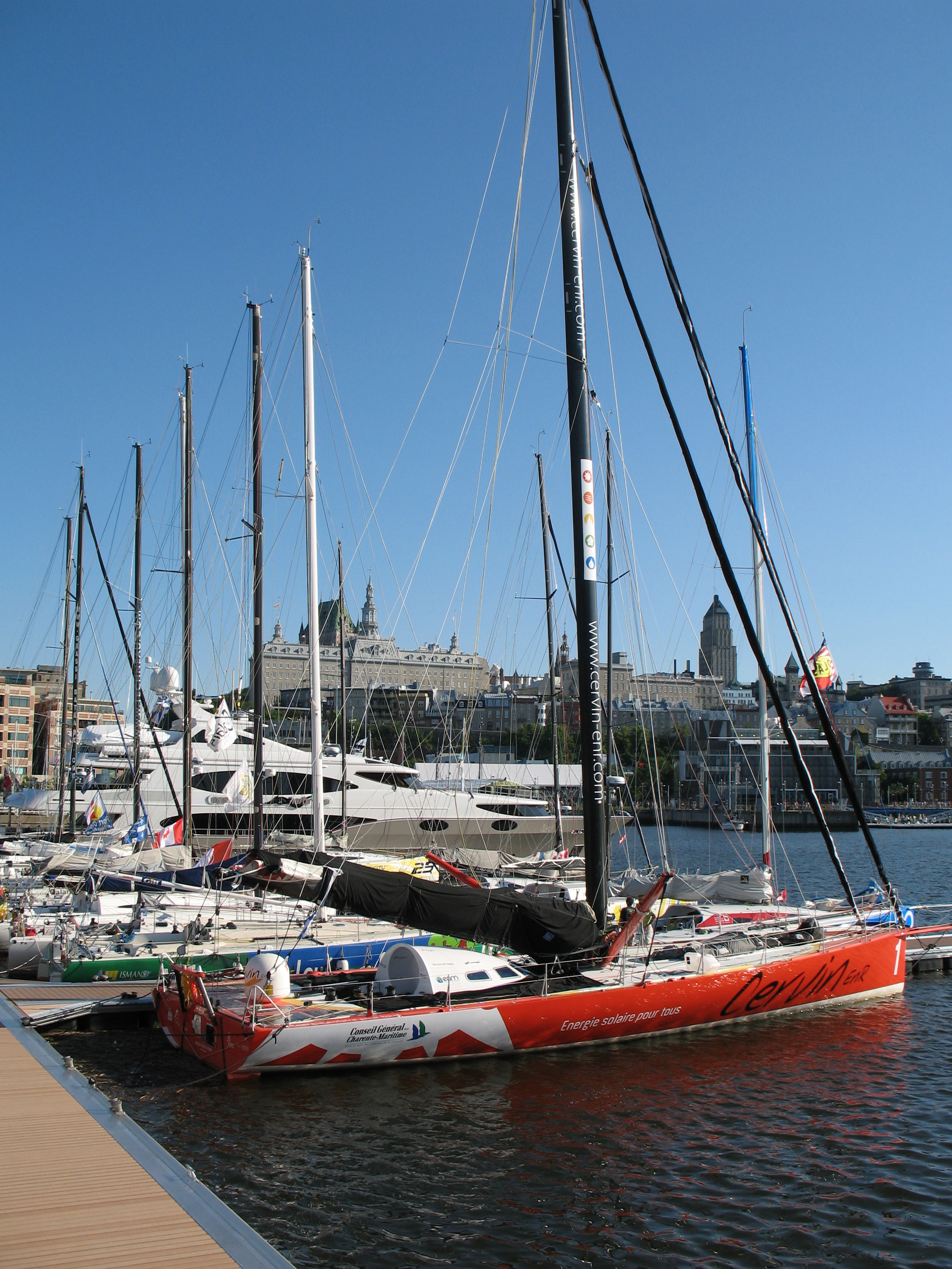
L'ancien Aquitaine Innovations, un plan Finot-Conq de 1996 (ici sous les couleurs de Cervin ENR en 2008), est assez caractéristique de la première génération des 60 pieds IMOCA : coque en « V ouvert », pont plat, petit rouf et cockpit fermé et minimaliste.

Les 60 pieds IMOCA, conçus pour être menés dans les mers du Sud par un homme seul ou un équipage réduit, sont caractérisés par une importante largeur. La jauge IMOCA 2013, légèrement amendée en 2014 définit entre autres les points suivants : 
- le bateau doit être un monocoque d'une longueur de coque maximale de 60 pieds (soit 18,29 mètres) et d'une longueur hors-tout (boute-dehors compris) maximale de 66 pieds (soit 20,12 mètres) ;
- le maître-bau (largeur) doit être inférieur à 5,85 m (depuis mai 2013) ;
- le tirant d'eau maximal est de 4,50 mètres (lège) ;
- il doit y avoir cinq cloisons étanches ;
- cinq appendices (généralement quille basculante, safrans et dérives asymétriques) sont autorisés ;
- le moment de redressement maximal autorisé est de 32 tonne.mètre ;
- le tirant d'air est limité à 29 mètres ;
- la surface maximum de voiles n'est pas réglementée, seul leur nombre à bord est limité. Il l'était à 10 jusqu'en 2015[3], année ou ce nombre passe à 9[4], puis se réduit à 8 pour le Vendée Globe 2020-2021[5]. Parmi celles-ci le skipper doit avoir une voile « verte » au sens de la préservation environnementale, depuis début 2023[6].

## Circuit IMOCA Ocean Masters
Les courses suivantes sont ou ont été au programme du circuit IMOCA, renommé depuis 2014 IMOCA Ocean Masters :
- Calais Round Britain Race
- Rolex Fastnet Race
- Transat Jacques-Vabre
- Barcelona World Race[7]
- Transat B to B
- Transat anglaise
- Route du Rhum
- Vendée Globe

## Champions du monde IMOCA
Le circuit IMOCA est annuellement ponctué par un championnat du monde. De 2001 à 2013, il est décerné annuellement. De 2014 à 2021, il porte le nom d'IMOCA Ocean Masters et est décerné tous les deux ans, à l'issue du Vendée Globe ou de la Barcelona World Race, les deux tours du monde du circuit. Depuis 2021, le titre redevient annuel.
- 2001 :  Roland Jourdain sur Sill[8]
- 2002 :  Roland Jourdain (2) sur Sill[8]
- 2003 :  Bernard Stamm sur Superbigou[9]
- 2004 :  Mike Golding sur Ecover[10]
- 2005 :  Mike Golding (2) sur Ecover[10]
- 2006 :  Jean Le Cam sur VM Matériaux[11]
- 2007 :  Bernard Stamm (2) sur Cheminées Poujoulat[9]
- 2008 :  Armel Le Cléac'h sur Brit Air
- 2009 :  Marc Guillemot sur Safran[12],[13]
- 2010 :  Jean-Pierre Dick sur Virbac Paprec 3[14]
- 2011 :  Jean-Pierre Dick (2) sur Virbac Paprec 3[14]
- 2012 :  François Gabart sur Macif
- 2013 :  François Gabart (2) sur Macif
- 2014-2015 :  Jean Le Cam (2)
- 2015-2016 :  Armel Le Cléac'h (2) sur Banque Populaire VIII[15]
- 2018-2021 :  Boris Herrmann sur Malizia II[16], 2e  Yannick Bestaven, 3e  Charlie Dalin
- 2021 :  Charlie Dalin &  Paul Meilhat sur Apivia, 2e  Morgan Lagravière &  Thomas Ruyant, 3e  Sébastien Simon &  Yann Eliès
- 2022 :  Charlie Dalin (2) sur Apivia, 2e  Jérémie Beyou, 3e  Thomas Ruyant
- 2023 :  Sam Goodchild sur For The Planet et Holcim-PRB, 2e  Yoann Richomme sur Paprec Arkea et Holcim-PRB, 3e  Jérémie Beyou sur Charal 2
- 2024 :  Charlie Dalin (3) sur Macif santé prévoyance, 2e  Yoann Richomme sur Paprec Arkea, 3e  Sébastien Simon sur Groupe Dubreuil

## Présidents
- 1991-2002 : Christophe Auguin
- 2002-2003 : Thierry Dubois[17]
- 2003-2004 : Jacques Guilbaud[18]
- 2006-2008 : Luc Talbourdet
- 2008-2009 : Jacques Guilbaud[19]
- 2009-2010 : Dominique Wavre[20]
- 2010-2014 : Luc Talbourdet[21]
- 2014-2017 : Jean Kerhoas
- Depuis 2017 : Antoine Mermod

## Logos

Logo de 2014 à 2020
Logo depuis 2020